# .ni
Pour les articles homonymes, voir NI.
.ni est le domaine de premier niveau national (country code top level domain : ccTLD) réservé au Nicaragua. Il est introduit le 13 octobre 1989 et est exploité par l'Universidad Nacional de Ingeniería de Managua.

## Caractéristiques
Les domaines ne peuvent être déposés qu'au troisième niveau, peuvent comporter entre trois et 63 caractères et ne contenir que des caractères alphanumériques. Les traits d'union sont également possibles, mais ne peuvent pas se trouver en première ou en dernière position. Les domaines de deuxième niveau disponibles sont par exemple .com.ni pour les entreprises commerciales ou .org.ni pour les organisations.

## Domaines de deuxième niveau
Les enregistrements se font au troisième niveau, sous plusieurs noms de deuxième niveau. Il existe également une poignée de sites directement au deuxième niveau, y compris le site du registre lui-même à nic.ni. Les noms de deuxième niveau comprennent :
- .com.ni, entités commerciales
- .gob.ni, ministères et organisations gouvernementales
- .edu.ni, entités et organisations éducatives
- .org.ni, Entités non gouvernementales et dépendances
- .nom.ni, Sites web personnels[citation nécessaire]
- .net.ni, Organisations de réseaux
- .mil.ni, Organisations militaires
- .co.ni, Sociétés du monde entier
- .biz.ni, Entités commerciales
- .int.ni, Organisations ayant des traités internationaux
- .info.ni, Sites d'information

## Utilisation en Irlande du Nord
En raison de la coïncidence dans l'abréviation, le .co.ni a été utilisé pour certains domaines en Irlande du Nord, en anglais Northern Ireland,.